# Kim Lee
Kim Lee, właśc. Andy Nguyen (ur. 28 grudnia 1963 w Hanoi, zm. 18 grudnia 2020) – polska drag queen pochodzenia wietnamskiego, aktywista ruchu LGBTQ.

## Życiorys
Pochodził z Wietnamu, skąd przyjechał jako stypendysta na studia do Polski. Studiował fizykę jądrową na Uniwersytecie Warszawskim. W 1998 otrzymał polskie obywatelstwo.
Od 2002 występował jako drag queen kreując postać Kim Lee, w którą wcielał się aż do śmierci w 2020. Będąc Kim Lee, występował między innymi jako Violetta Villas, Kora, Hanna Banaszak, Beata Kozidrak, Kayah, Urszula, Liza Minnelli, Marilyn Monroe. W 2015 r., w repertuarze miał około 200 piosenek. Garderobę Kim stanowiło 700 kreacji, 60 par butów i kilkadziesiąt peruk. Występował w klubach gejowskich w całej Polsce. Był uczestnikiem licznych festiwali i sesji fotograficznych. Uczestniczył w dyskusjach środowiskowych. Okazjonalnie pojawiał się w filmach i teledyskach w tym między innymi do utworów Margaret czy grupy Psychocukier. Po Konkursie Piosenki Eurowizja 2014 pojawił się w zrealizowanym we współpracy z Krytyką Polityczną, teledysku będącym odpowiedzią na występ Donatana i Cleo i ich utwór My Słowianie. Producentem teledysku był Jaś Kapela, reżyserką i montażystką Małgorzata Suwała, zaś za wokal odpowiedzialna była Justyna Jary. W roli głównej w teledysku wystąpiła Kim Lee.
Jako aktor występował między innymi w spektaklu "Wietnam / Warszawa" w Teatrze Powszechnym i w "#jaś #i #małgosia" w TR Warszawa. W Teatrze Druga Strefa występował w Boylesque Show.
Andy udzielał się również w polskim środowisku LGBT; występowała charytatywnie na imprezach, wspierała organizacje walczące o prawa osób transpłciowych. Współpracował z Kampanią Przeciw Homofobii i z Miłość Nie Wyklucza. Publikował na łamach portalu queer.pl. Brał udział w Manifach i Paradach Równości. Prowadził warsztaty drag queen dla amatorów. Zorganizował 11 edycji „Kim Lee Drag Queen Festiwal”. Współorganizował konkurs Miss Trans. Wymieniany był jako najaktywniejszy i najbardziej znany polski drag queen.
Zmarł na kilka dni przed swoimi urodzinami w dniu 18 grudnia 2020, w wyniku zarażenia COVID-19. Wcześniej przez ponad miesiąc znajdował się pod respiratorem w stanie śpiączki farmakologicznej.

## Odniesienia w kulturze

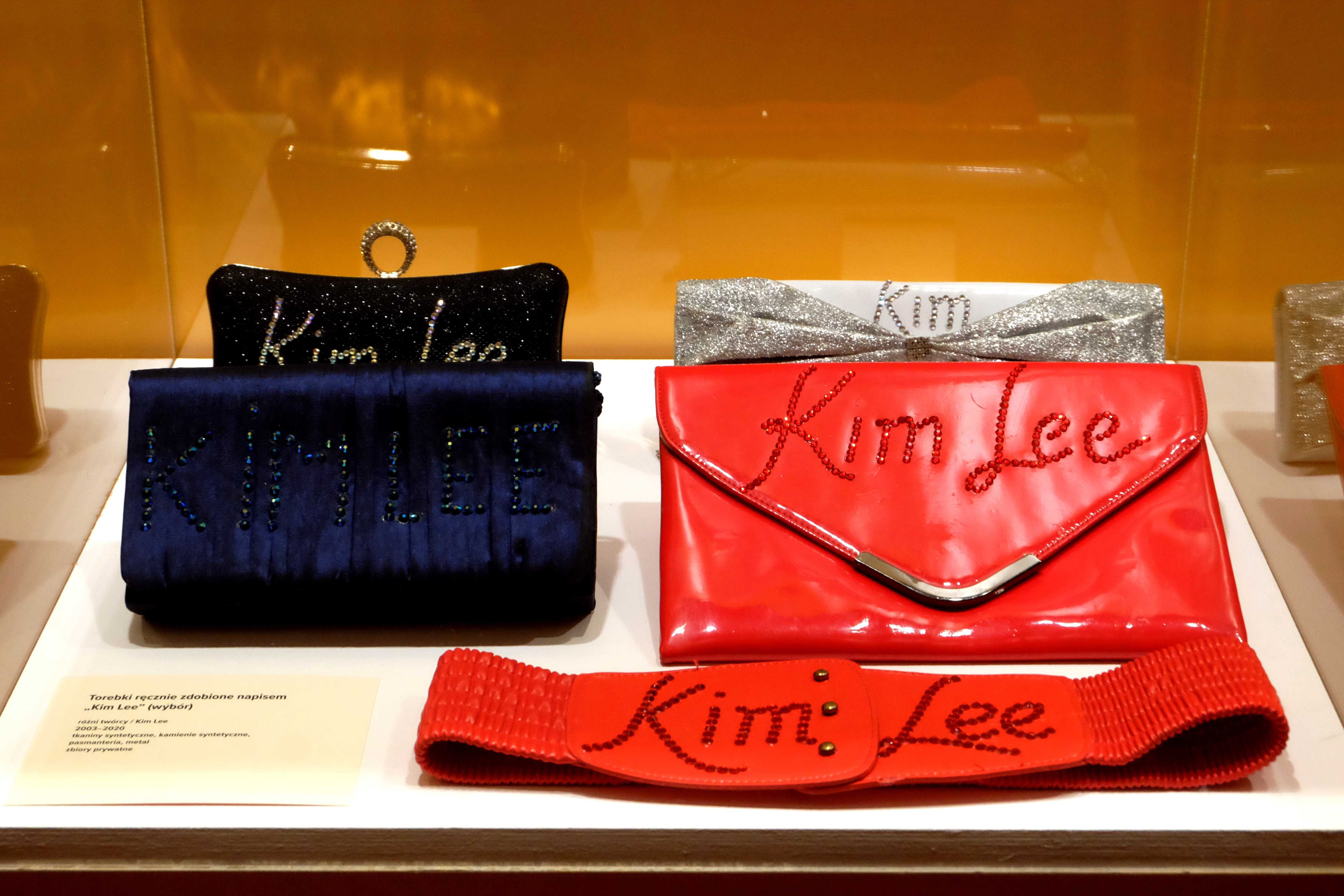
Torebki Kim Lee prezentowane na wystawie pt. „Kim Lee. Królowa Warszawy” w Muzeum Woli w Warszawie (2023)

W 2012, z okazji 10-lecia aktywności na scenie drag queen, Kim Lee została umieszczona na okładce dwumiesięcznika Replika. W 2013 powstał film dokumentalny poświęcony Kim Lee pt. kim jest Kim? w reżyserii Remigiusza Szeląga z udziałem Kingi Dunin. Kim Lee wystąpiła również w nagrodzonym na Festiwalu DOC LAB POLAND, dokumencie w reż. Bognay Kowalczy pt. Bojleska z 2018.
Kim Lee była bohaterką książek i artykułów w prasie. Jej biogram pojawił się między innymi w książce Słodko-kwaśna historia czyli wszystko, co chcieliście kupić w wietnamskich sklepach, ale baliście się zapytać autorstwa Doroty Podlaskiej i Tuong Ngo Vana. Postać Kim Lee była również inspiracją dla pisarzy w tym Kai Malanowskiej, która postać inspirowaną Kim Lee opisała w jednym z opowiadań w tomie Imigracje opublikowanym nakładem Wydawnictwa Krytyki Politycznej w 2011. Postać inspirowana Kim Lee pojawia się również w powieści Ignacego Karpowicza pt. Ości.
W 2023 roku w Muzeum Woli w Warszawie została pokazana wystawa pt. „Kim Lee. Królowa Warszawy” (2 lutego – 30 lipca 2023 roku, kuratorka: Magdalena Staroszczyk, konsultacje: Kinga Dunin, Remigiusz Szeląg). Na wystawie obok kostiumów zaprezentowano zdjęcia i filmy dokumentujące sceniczne tożsamości Kim Lee.
Agata Zbylut stworzyła fotograficzne archiwum ubiorów Kim Lee, które stanowiło część wystawy. Zdjęcia Zbylut zwracają uwagę na misterny proces przygotowywania kostiumów, odsłaniając tworzące je szwy i konstrukcje.
Przestrzeń garderoby była także tematem pracy Pat Mic powstałej na zamówienie Muzeum Warszawy. Jej esej fotograficzny ukazuje przepych, rozmaitość, ale i uporządkowanie kolekcji. Wykonane po śmierci Kim Lee fotografie strojów pokazują ich teatralność i podkreślają nieobecność drag queen.